# Arrest Brennerpas

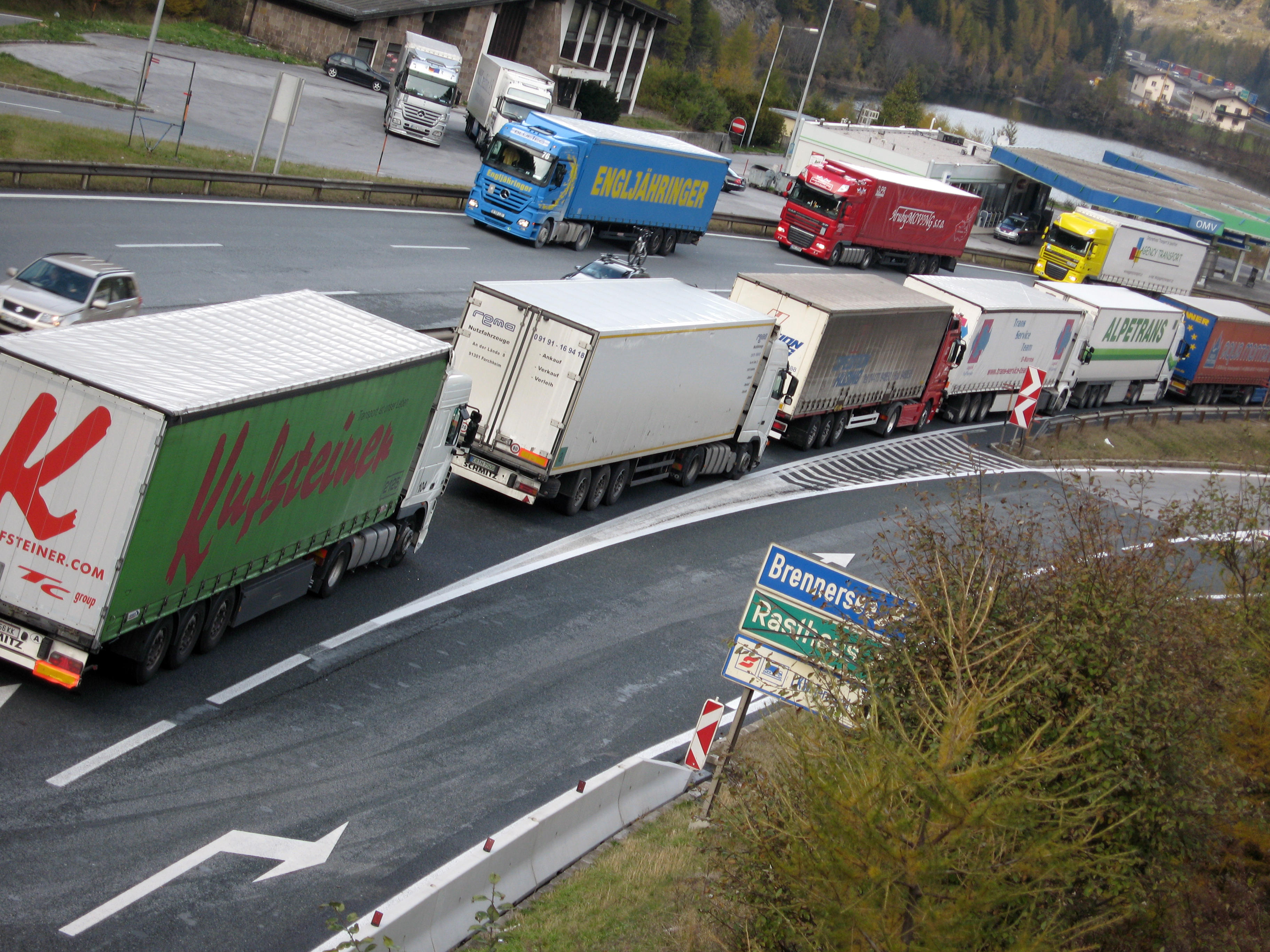
Brennerpas

Het arrest Brennerpas is een prejudiciële beslissing van het Hof van Justitie van de Europese Gemeenschappen van 26 juni 2003 (zaak C-112/00),naar aanleiding van een blokkade van de autoweg op de Brennerpas, een belangrijke internationale transito-route, door een Oostenrijkse vereniging voor milieubescherming. De prejudiciële vraag gaat om de afweging van twee belangen in de besluitvorming van de Oostenrijkse autoriteiten, namelijk: (1) het vrije verkeer van goederen tussen de lidstaten en (2) de vrijheid van meningsuiting.

## Casus
De vereniging Transitforum Austria Tirol, een vereniging voor milieubescherming, heeft op vrijdag 12 en zaterdag 13 juni 1998 een manifestatie op de Brennerpas georganiseerd, waarbij de autoweg gedurende 30 uur voor alle verkeer was geblokkeerd.
Deze manifestatie is rustig verlopen. De Oostenrijkse autoriteiten waren tijdig ingelicht (15 mei), de blokkade van het verkeer was tijdig bekendgemaakt en er waren omleidingsroutes aangegeven. De organisatie had contact opgenomen met de media, zodat Duitse, Oostenrijkse en Italiaanse weggebruikers konden worden geïnformeerd.
De Oostenrijkse autoriteiten hebben de manifestatie niet verhinderd, op grond van de overweging dat vrijheid van meningsuiting in dit geval zwaarder moest wegen dan het vrije verkeer van goederen (tussen de lidstaten).
Schmidberger is een internationaal transportbedrijf dat zich vooral toelegt op transport tussen Duitsland en Italië. Door de wegblokkade heeft het bedrijf schade geleden.

## Procesverloop
Schmidberger (eiser) vordert schadevergoeding van de Republiek Oostenrijk, omdat deze de manifestatie, althans de wegblokkade op de Brennerpas niet heeft verhinderd. Eiser acht de Republiek Oostenrijk verantwoordelijk voor een met het gemeenschapsrecht strijdige belemmering van het vrije verkeer van goederen tussen de lidstaten. Een verduidelijking van de regels in het arrest Spaanse aardbeien zou (volgens eiser) betekenen, dat de Oostenrijkse autoriteiten de wegblokkade hadden moeten verhinderen.
Het Landsgericht Innsbruck heeft de vordering afgewezen. In het hoger beroep verzoekt het Oberlandesgericht het Europees Hof van Justitie (hierna: Hof) om een prejudiciële beslissing. De vraagstelling heeft betrekking op een afweging tussen twee belangen: (1) het vrije verkeer van goederen tussen de lidstaten en(2) bescherming van grondrechten, in het bijzonder de vrijheden van meningsuiting en van vergadering die in deze zaak aan de orde zijn.

## Uitspraak Hof
Het hangt van de omstandigheden van het geval af of een lidstaat het vrije verkeer van goederen schendt, en vervolgens of hij hier verantwoordelijk is.
Het Hof van Justitie oordeelt (...) dat de toelating van die bijeenkomst [op de Brennerpas] een juist evenwicht heeft geëerbiedigd tussen de bescherming van de grondrechten van manifestanten en de vereisten van het vrije verkeer van goederen. Bijgevolg kan de Oostenrijkse autoriteiten niet worden verweten een schending van het gemeenschapsrecht te hebben begaan waarvoor de betrokken lidstaat aansprakelijk is.

## Conclusie
Dit arrest is een belangrijke uitspraak van het Hof over de afweging tussen twee belangen:
(1) het vrije verkeer van goederen (tussen de lidstaten) versus (2) bescherming van de vrijheid van meningsuiting als grondrecht.
De besluitvorming van de Oostenrijkse autoriteiten waarbij i.c. de vrijheid van meningsuiting voorrang kreeg, was volgens het Hof niet in strijd met het gemeenschapsrecht. In vergelijking met het arrest Spaanse aardbeien was de aard van de onderbreking op de Brennerpas minder ernstig, terwijl de Oostenrijkse autoriteiten wél maatregelen hadden genomen om de verstoring van het wegverkeer zo veel mogelijk te beperken.